# Xã Tete Des Morts, Quận Jackson, Iowa
Xã Tete Des Morts (tiếng Anh: Tete Des Morts Township) là một xã thuộc quận Jackson, tiểu bang Iowa, Hoa Kỳ. Năm 2010, dân số của xã này là 941 người.